# Ричиці (Ловинаць)
44°20′ пн. ш. 15°44′ сх. д. / 44.33° пн. ш. 15.74° сх. д.
Ричиці (хорв. Ričice) — населений пункт у Хорватії, в Лицько-Сенській жупанії у складі громади Ловинаць.

## Населення
Населення за даними перепису 2011 року становило 76 осіб.
Динаміка чисельності населення поселення:

## Клімат
Середня річна температура становить 8,84 °C, середня максимальна – 22,26 °C, а середня мінімальна – -6,38 °C. Середня річна кількість опадів – 1145 мм.
| Клімат поселення                              | Клімат поселення | Клімат поселення | Клімат поселення | Клімат поселення | Клімат поселення | Клімат поселення | Клімат поселення | Клімат поселення | Клімат поселення | Клімат поселення | Клімат поселення | Клімат поселення | Клімат поселення |
| Показник                                      | Січ.             | Лют.             | Бер.             | Квіт.            | Трав.            | Черв.            | Лип.             | Серп.            | Вер.             | Жовт.            | Лист.            | Груд.            |                  |
| Середній максимум, °C                         | 5,91             | 7,13             | 10,12            | 14,05            | 18,58            | 22,16            | 22,26            | 22,08            | 17,95            | 13,91            | 8,74             | 4,95             |                  |
| Середня температура, °C                       | −0,24            | 0,98             | 3,97             | 7,92             | 12,44            | 16,02            | 18,11            | 17,92            | 13,81            | 9,77             | 4,61             | 0,82             |                  |
| Середній мінімум, °C                          | −6,38            | −5,16            | −2,18            | 1,74             | 6,29             | 9,87             | 13,96            | 13,79            | 9,66             | 5,62             | 0,46             | −3,34            |                  |
| Норма опадів, мм                              | 87               | 86               | 89               | 95               | 84               | 81               | 54               | 71               | 112              | 125              | 144              | 117              |                  |
| Середньомісячна швидкість вітру, м/с          | 2.68             | 2.80             | 2.92             | 2.82             | 2.54             | 2.29             | 2.27             | 2.17             | 2.39             | 2.56             | 2.92             | 2.98             |                  |
| Середньомісячна сонячна радіація, кДж/м²·день | 4856             | 7502             | 11028            | 15615            | 19542            | 21804            | 23704            | 20348            | 15030            | 9692             | 5229             | 4071             |                  |
| --------------------------------------------- | ---------------- | ---------------- | ---------------- | ---------------- | ---------------- | ---------------- | ---------------- | ---------------- | ---------------- | ---------------- | ---------------- | ---------------- | ---------------- |
| Джерело:                                      |                  |                  |                  |                  |                  |                  |                  |                  |                  |                  |                  |                  |                  |